# Jean Picard
Jean-Felix Picard (La Flèche, 21 luglio 1620 – Parigi, 12 luglio 1682) è stato un abate e astronomo francese.

## Biografia
Astronomo, topografo e geodeta francese. Collaborò con Giovanni Cassini (1625-1712) e Ole Rømer (1644-1710). Partecipò alla misura di un arco di meridiano e, con l'astronomo e matematico Philippe de la Hire (1640-1718), alle operazioni per determinare le coordinate di numerose città francesi. Migliorò strumenti astronomici e topografici ai quali applicò il cannocchiale, nonché un micrometro di sua invenzione. Fu fra i primi membri dell'Académie Royale des Sciences di Parigi e iniziò la pubblicazione del periodico Conaissances du temps esistente ancor oggi. Picard può essere considerato uno dei fondatori della astronomia moderna in Francia.

## Geodesia
Picard fu il primo scienziato di epoca moderna a misurare la grandezza della Terra con precisione nel 1669–70. Per questo risultato la sua memoria è onorata con un monumento a Juvisy-sur-Orge.
Usando il metodo di Francesco Maurolico e la matematica di Snellius, Picard giunse alla misura di un grado di latitudine del meridiano passante per Parigi attraverso tredici diverse triangolazioni tra Parigi e la città di Sourdon, vicino ad Amiens.
Il suo risultato fu di 110,46 km per grado di latitudine, corrispondente ad una misura del raggio terrestre di 6 328,9 km. Isaac Newton usò il valore trovato da Picard nella sua teoria della gravitazione universale.
Rispetto al valore del raggio terrestre oggi accertato la misura di Picard ha un errore di solo lo 0,44%. Questa misurazione rese possibili grandi passi in avanti della cartografia e della navigazione.

## Opere

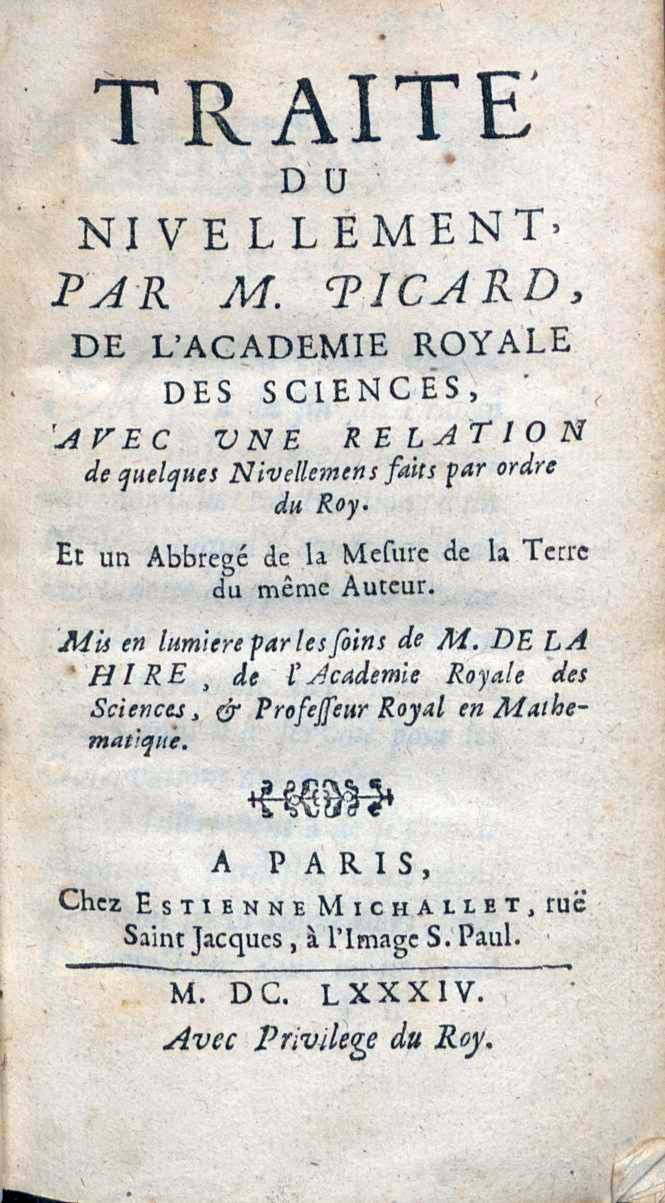
Traité du nivellement, 1684

- (FR) Voyage d'Uranibourg[collegamento interrotto], Paris, Imprimerie nationale, 1680.
- (FR) Traité du nivellement, Paris, Estienne Michallet, 1684.